# Phi Beta Kappa Society

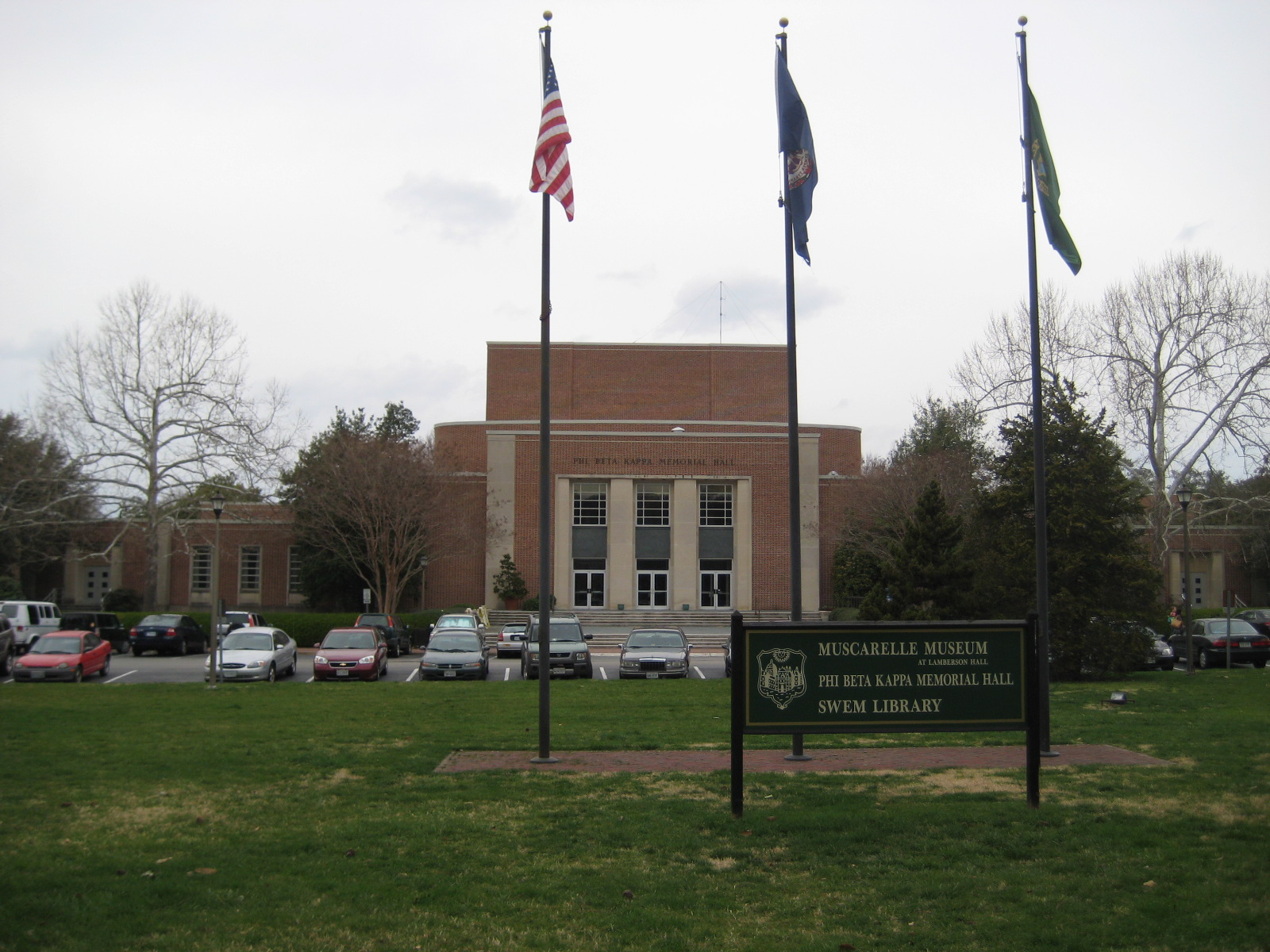
Siedziba bractwa

Phi Beta Kappa Society – najstarsze honorowe bractwo studenckie w Stanach Zjednoczonych, założone 5 grudnia 1776 roku. Phi Beta Kappa to zapis pełnymi nazwami greckich liter skrótowca ΦΒΚ, oznaczającego Φιλοσοφία Βίου Κυβερνήτης (Philosophía Bíou Kubernḗtēs), czyli „umiłowanie mądrości przewodnikiem życia”.

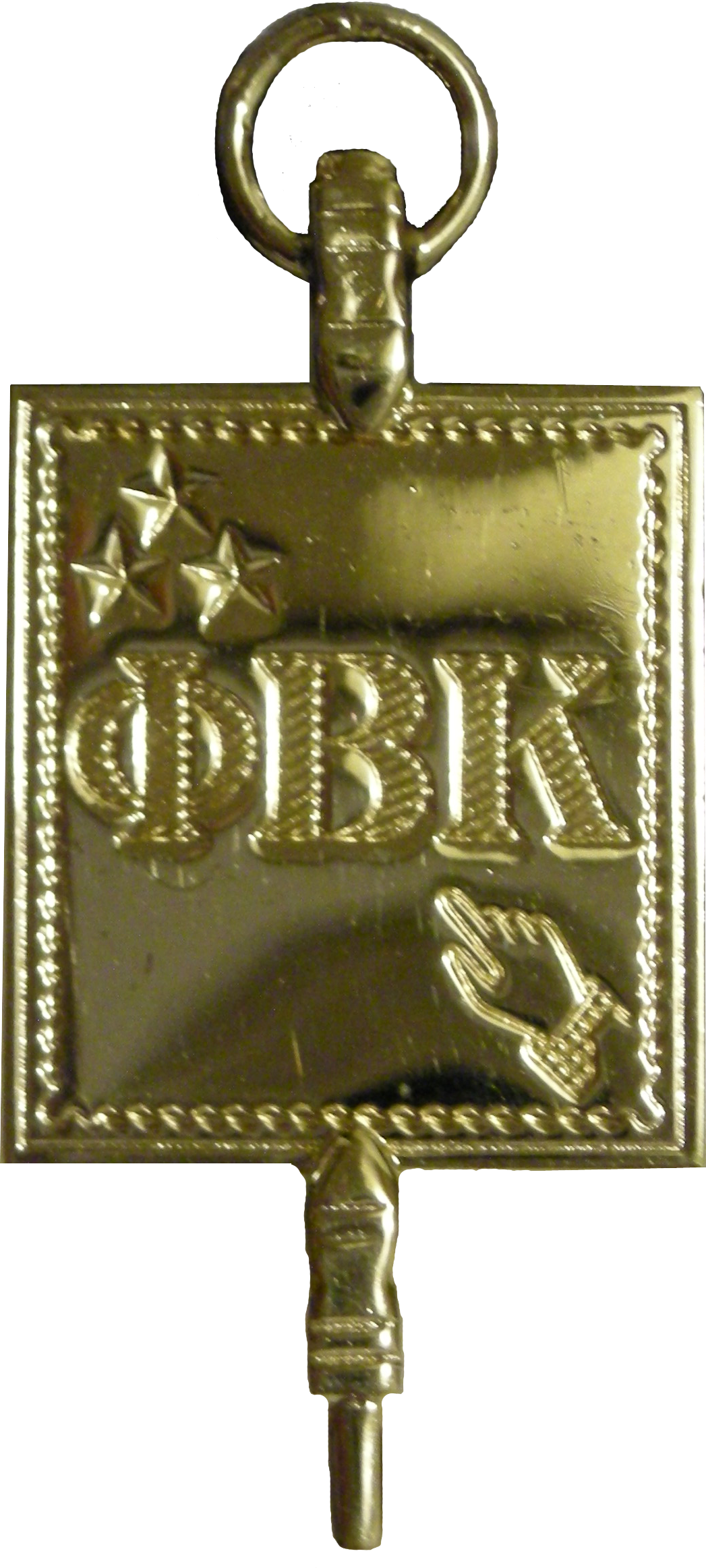
Klucz Phi Beta Kappa – symbol bractwa

Członkostwo w bractwie jest uważane za najwyższy honor, jaki może spotkać studenta. Jest ono przyznawane średnio jedynie co setnemu studentowi.
Pierwszy oddział (chapter) powstał jako tajne stowarzyszenie literackie i filozoficzne w Kolegium Wilhelma i Marii, drugi na Uniwersytecie Harvarda (4 grudnia 1779), trzeci na Uniwersytecie Yale 8 grudnia tego samego roku, a w następnych dziesięcioleciach szereg dalszych. Z tajności zrezygnowano w okresie antymasońskich resentymentów w 1831. W chwili utworzenia United Chapters of Phi Beta Kappa w 1883 istniało 25 oddziałów. Pierwszą kobietę przyjęto do Phi Beta Kappa na Uniwersytecie Vermontu w 1875, pierwszego czarnoskórego studenta dwa lata później.
Każdy oddział jest określany przez stan i grecką literę oznaczającą kolejność utworzenia, na przykład Alpha of Pennsylvania jest w Dickinson College, Beta of Pennsylvania na Uniwersytecie Lehigh’a (wymowa: [lihaja]) itd.
W 1988 United Chapters of Phi Beta Kappa zmieniły nazwę na Phi Beta Kappa Society. W 2004 było 270 oddziałów i około pół miliona żyjących członków.

## Niektórzy sławni członkowie
- Aaron T. Beck
- Alexander Graham Bell
- Leonard Bernstein
- Jeff Bezos
- George H.W. Bush
- Bill Clinton
- Glenn Close
- Elizabeth Dole
- W.E.B. Du Bois
- John Foster Dulles
- Richard Helms
- Alfred Kinsey
- Henry Kissinger
- Edmund Muskie
- Robert McNamara
- Alice V. Morris
- Henry Paulson
- William Rehnquist
- Condoleezza Rice
- Stephen Sondheim
- Susan Sontag
- David Souter
- Gloria Steinem
- Julie Taymor
- Mark Twain
- John Updike